# Anup Sridhar
Anup Sridhar (Kannada: ಅನೂಪ್ ಶ್ರೀಧರ್; * 11. April 1983 in Bangalore, Karnataka) ist ein indischer Badmintonspieler.

## Leben
1994 macht er erstmals auf sich aufmerksam, als er beim indischen Krishna-Khaitan-Turnier der U13 in Chennai im Finale stand. Während er 1994 im Endspiel unterlag, gewann er ein Jahr später dieses Turnier. 1998 siegte er bei diesem Turnier, mittlerweile in der U16 startend, erneut. Im gleichen Jahr gewann er auch das Kwality-Biscuits-Turnier der U16 in Bangalore. 2004 und 2005 gewann er die nationalen Titelkämpfe in Indien, im letztgenannten Jahr auch die Hungarian International. 2006 gewann er nochmals den indischen Titel, während er ihn 2007 nicht verteidigen konnte. Im August 2007 sorgte er bei der Badminton-WM für Furore, als er einen der Top-Favoriten, Taufik Hidayat, in der 2. Runde ausschaltete. Bei der Asienmeisterschaft im selben Jahr landete er noch hinter Hidayat auf Platz 3. 2013 gewann er die Czech International.